# František Josef Gerstner
František Josef Gerstner, în germană:Franz Josef von Gerstner (n. 23 februarie 1756 - d. 25 iulie 1832) a fost un fizician, matematician, inginer și astronom ceh de origine germană.

## Biografie
S-a născut la Chomutov lîngă Praga. În anul 1772 a fost adims la Universitatea din Praga. Printre profesorii lui s-au numărat Stanislav Vydra, Jan Tesánek și Joseph Stepling. După 1781 a studiat la Viena medicina, botanica și chimia. În anul 1784 este numit adjunct al profesorului Antonín Strnad la Observatorul astronomic din Praga. A fost ales membru al Academiei regale de științe diun Cehia pentru opera astronomică și geografică.
A dezvoltat Universitatea Tehnică Cehă din Praga.
A decedat la 25 octombrie 1832 la Mladějov la scurt timp după pensionare în cercul fiicelor sale.

## Activitatea științifică
În anul 1785 a efectuat măsurători pe cale astronomică și a publicat longitudinile geografice ale orașelor europene.  Profesor al Universității din Praga.  A publicat lucrări de mecanica mașinilor și mecanismelor, de mișcarea lichidelor în canale. S-a ocupat de asemenea de teoria undelor acvatice, unde a obținut o soluție exactă pentru undele de rotație (undele lui Gerstner), folosind coordonatele Lagrange (1804). Este autorul unei lucrări monumentale în 3 volume de mecanică  "Handbuch der Mechanik" (1831-1834), care a servit ca lucrare fundamentală de referință în sec. XIX în domeniul fizicii, mecanicii

## Opera științifică
- Einleitung in die statische Baukunst (Praha, 1789)
- Theorie des Wasserstosses in Schussgerinnen mit Rücksicht auf Erfahrung und Anwendung (Praha, 1795)
- Abhandlung über die Spirallinie der Treibmaschinen (Praha, 1816)

### Astronomie
- Merkur vor der Sonne zu Prag den 5. November 1789 (1790)
- Über die, der wechselseitigen Anziehung des Saturns und Jupiters wegen erforderlichen Verbesserungen der Beobachtungen des Uranus, zur richtigen Erfindung der Elemente seiner wahren elyptischen Bahn (1792)

### Mecanică
- Handbuch der Mechanik (vol. 1-3), 1831-1834